# César Augusto Gálvez Espinar
César Augusto Gálvez Espinar (Sant Sebastià, 31 de juliol de 1973) és un entrenador basc que entrena el Club de Accionariado Popular Ciudad de Murcia de la Regió de Murcia. Fou futbolista i ocupà la posició de porter.

## Trajectòria esportiva
Després de militar a diversos clubs de la Regió de Múrcia, el 1997 fitxa pel RCD Mallorca, que el posa al seu filial. A l'any següent hi debuta a primera divisió amb els illencs, sumant tres partits a la màxima categoria. La temporada 99/00 és el tercer porter del Mallorca, la qual cosa suposa romandre inèdit pràcticament tota la temporada.
Els dos següents anys els passa a l'Elx CF i al Polideportivo Ejido, ambdós de Segona Divisió, jugant 18 i 10 partits respectivament. A partir del 2002, la seua carrera retorna al futbol de categories modestes, sobretot a la zona murciana i sud del País Valencià.
L'any 2009 començà la seva carrera com a entrenador a la UD Palmar on va romadre dos anys. Al maig de 2011 fitxà pel Club de Accionariado Popular Ciudad de Murcia, successor del Club de Fútbol Ciudad de Murcia, per afrontar la primera temporada de la seva història.

## Equips
- 92/93 Caravaca
- 93/94 Roldán
- 94/96 Cartagena
- 96/97 UD Melilla
- 97/98 RCD Mallorca B
- 98/00 RCD Mallorca
- 00/01 Elx CF
- 01/02 Polideportivo Ejido
- 02/03 UD Melilla
- 03/04 Molinense
- 2004 Oriola CF
- 04/06 Relesa Las Palas
- 06/08 La Unión